# Сидорово (Красноярский край)
Сидорово — упразднённый посёлок в Курагинском районе Красноярского края. Входил в городское поселение Большая Ирба.

## География
Располагался на берегах ручья Шищляев, на расстоянии приблизительно 29 километров (по прямой) к северу от посёлка городского типа Курагино, административного центра района. Абсолютная высота — 358 метров над уровнем моря.

## История
Населённый пункт был основан в 1880 году. В 1926 году в деревне Сидоровка имелось 290 хозяйств и проживал 1441 человек (692 мужчины и 749 женщин). В административном отношении являлась центром Сидоровского сельсовета Курагинского района Минусинского округа Сибирского края.
Передан в подчинение Большой Ирбы (Большеирбинский поссовет) из упразднённого Поначевского (Паначевского) сельсовета Решением Малого Совета Красноярского краевого Совета народных депутатов от 21.05.1992 № 98-м.
Упразднён в 2019 году.

## Население
| 2010 |
| ---- |
| 0    |

Национальный и гендерный состав
В 1926 году проживало 692 мужчины и 749 женщин, преимущественно русские.